# Abbaye Notre-Dame du Palais
L’abbaye de Notre-Dame du Palais (ou du Palais Notre-Dame) est une ancienne abbaye cistercienne, fondée au XIIe siècle par les moines de l'abbaye de Dalon, et qui était située sur le territoire de la commune de Thauron, dans la Creuse.

## La fondation
L'abbaye est fondée dans la vallée du Taurion. Suivant certaines sources, l'établissement date du Xe siècle. Selon d'autres, l'ermitage serait une fondation de Géraud de Salles. Comme de nombreuses fondations monastiques limousines, périgourdines et berrichonnes, c'est alors un ermitage non régi par la règle d'un ordre monastique.
Le responsable de la communauté se nomme alors Aymeric de Quinsat. Ce dernier fait don de son abbaye à celle de Dalon, elle-même de la filiation de Pontigny en 1134. Par cet acte, l'abbaye rejoint l'ordre cistercien alors en plein développement.
D'abord simple prieuré de Dalon, le Palais Notre-Dame est érigé en abbaye en 1160. La date retenue de fondation, 3 novembre 1162, correspond probablement à la consécration de l'abbatiale.

### Les destructions
L'abbaye souffre des guerres entre France et Angleterre, en particulier de la guerre de Cent Ans, ainsi que du rapt de l'abbaye par un aventurier en 1451, mais surtout des guerres de Religion : en 1578, les troupes de Wolfgang de Bavière, après avoir traversé la France par la Bourgogne et le Berry, pillent longuement le Limousin,.
À partir de la Renaissance, l'abbaye tombe sous le régime de la commende : son abbé n'est plus un religieux élu, ni même un ecclésiastique, mais un noble choisi par le roi, qui souvent (c'est le cas au Palais) laisse tomber son abbaye en ruines. Ainsi, en 1780, c'est le comte de Gain qui possède l'abbaye.
Au XVIIIe siècle, l'abbé commendataire remanie profondément l'abbaye, comme c'est le cas dans de nombreuses maisons religieuses à cette époque. La nef de l'abbatiale est réduite des trois quarts, le cloître détruit, une nouvelle façade construite.

### La Révolution
À la Révolution, l'abbaye est supprimée et vendue comme bien national à la famille d'Aubusson, qui la garde jusqu'en 1900, date à laquelle elle la vend à un industriel parisien. Durant tout le XXe siècle, l'abbaye connaît diverses vocations et divers aménagements, y compris un élevage d'oies en 1984. Puis deux couples, respectivement australien et néerlandais, réhabilitent successivement le bâtiment restant et le transforment en chambre d'hôtes.

## Filiation et dépendances
Notre-Dame du Palais est fille de Notre-Dame-de-Ré

## Liste des abbés connus

### Abbés réguliers
- Arbert (attesté en 1194)
- Jean de Colonjas (attesté en 1211)
- R... (attesté en 1220)
- S... (attesté en 1224)
- Bernard (attesté en l228.
- J... (attesté en 1305)
- Pierre (attesté en 1352)
- Étienne de la Plagnola (attesté en 1355)
- Étienne (attesté en 1373)
- Charles (attesté en 1388)
- Jean Richer (attesté en 1404)
- Louis Augustin (attesté en 1443)
- Audois d'Aubusson (attesté en 1444)[4].

### Abbés commendataires
- Guischard d'Aubusson (attesté en 1475)
- François Jaille (attesté en 1533)
- Claude Sublet (attesté en 1575)
- François Doumy (attesté en 1575)
- Léonard Champesme (attesté en 1585)
- François Doumy (attesté en 1598)
- Robert d'Aubusson (attesté en 1623)
- Mathieu de Vertamon (attesté en 1631)
- Jean du Mesnil-Sarron de Beaujeu
- Henri de Razès (attesté en 1655)
- Guillaume de Razès (attesté en 1670)
- François du Pouget de Saint-Pardoux de Nadaillac (attesté en 1686)
- Eméric France (attesté en 1707)
- Joseph Castillon de Monchau (attesté en 1709)
- Louis Loupiat de la Deveze (attesté en 1712)
- Jean Joseph Dupeyrat (attesté en 1737)
- Jean de Sahuguet d'Amarzit d'Espagnac (attesté en 1742)
- Léonard de Sahuguet d'Amarzit d'Espagnac (attesté en 1743)
- N... de Beaurepaire (attesté en 1780)
- Charles-Marie de Gain de Linards (attesté en 1783)[4].

## L'abbaye

### Les bâtiments médiévaux
L'abbaye était construite suivant le plan cistercien traditionnel : un cloître central entouré d'une église abbatiale située au nord, du bâtiment des moines (salle capitulaire, dortoir, salle des moines) à l'est, des cuisines et du réfectoire au sud, enfin du bâtiment des convers à l'ouest.
L'église abbatiale mesurait quarante-cinq mètres de longueur, comme l'ont montré les fouilles archéologiques effectuées en avril 2007 sur le site.

### Aujourd'hui
Le seul bâtiment restant est le corps de logis oriental, reconstruit au XVIIIe siècle pour remplacer le bâtiment des moines. Ce bâtiment a été transformé en chambre d'hôtes.